# Головино (городской округ Истра)
Головино — деревня в Новопетровском сельском поселении Истринского района Московской области. Население — 23 чел. (2010), зарегистрировано 1 садовое товарищество.
Находится примерно в 22 км от северо-западнее Истры, на левом берегу речки Молодильни, рядом с Волоколамским шоссе. Ближайшая железнодорожная станция — Румянцево, высота над уровнем моря 232 м.

## Население
| 2002 | 2006 | 2010 |
| ---- | ---- | ---- |
| 18   | ↗30  | ↘23  |